# Karl Mayhoff
Karl Friedrich Theodor Mayhoff (* 20. Februar 1841 in Neustrelitz; † 3. August 1914 in Dresden) war ein deutscher Klassischer Philologe und Gymnasialdirektor.

## Leben

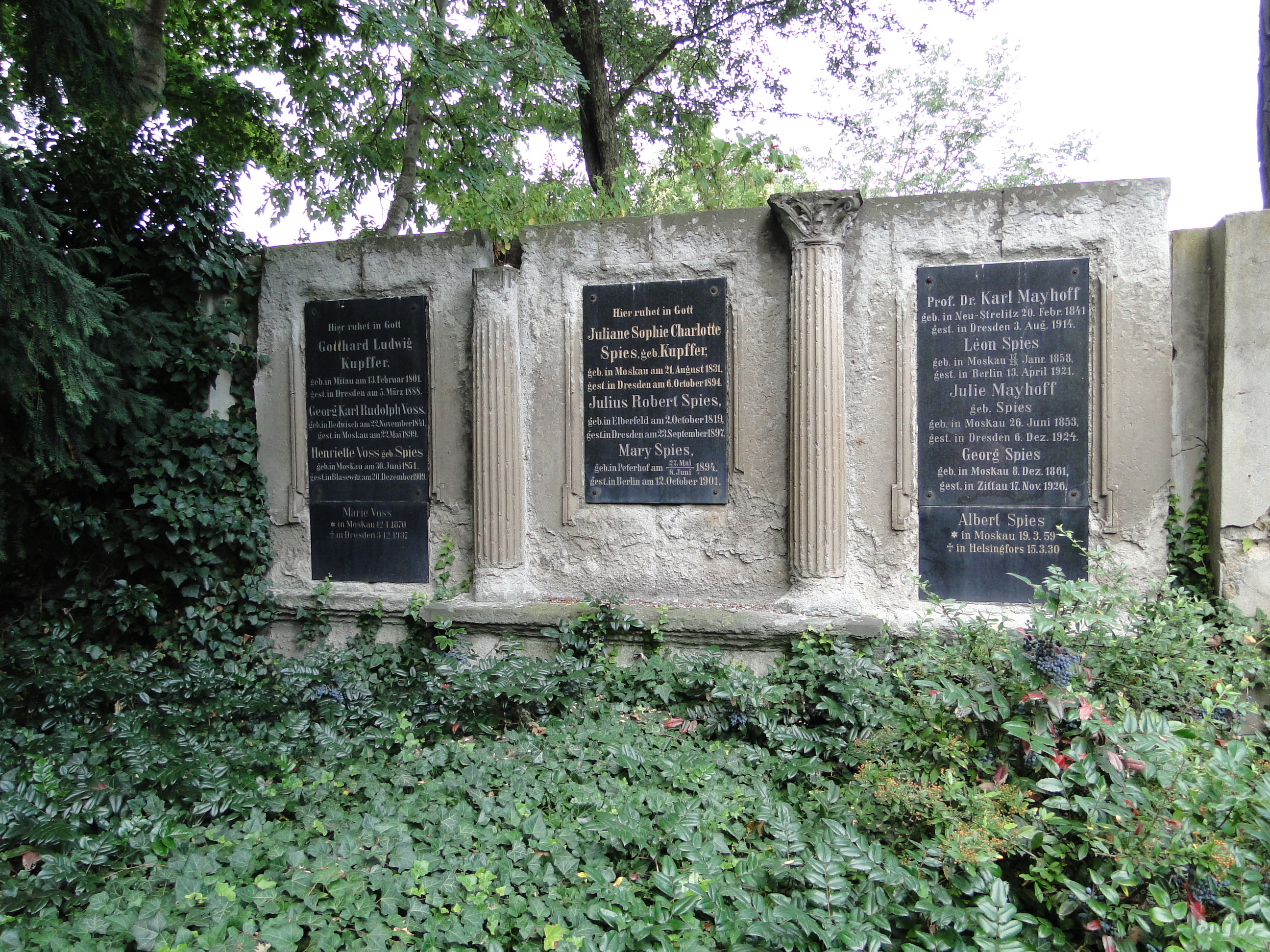
Grab von Karl Mayhoff auf dem Trinitatisfriedhof in Dresden

Karl Mayhoff, der Sohn des Schmiedeinnungsmeisters Bernhard Joachim Mayhoff und der Christiane Henriette Marie geb. Sandmann, besuchte von 1851 bis 1859 das Gymnasium Carolinum in Neustrelitz und studierte von 1859 bis 1862 Klassische Philologie an den Universitäten zu Jena und Breslau. Anschließend arbeitete er ein Jahr lang als Hauslehrer beim Fürsten Hugo zu Hohenlohe-Öhringen. Im Oktober 1863 kehrte er nach Neustrelitz zurück, widmete sich dort wissenschaftlichen Studien und unterrichtete von Ostern bis Michaelis 1864 als Vertretungslehrer am Gymnasium Carolinum. Zum 1. Oktober 1864 ging er wieder nach Breslau und bereitete dort bei Friedrich Haase seine Dissertation vor, mit der er am 3. Juli 1865 zum Dr. phil. promoviert wurde.
Das Probejahr für den höheren Schuldienst absolvierte Mayhoff am Friedrichsgymnasium in Breslau. Am 1. April 1866 ging er als Probekandidat (ab März 1867 Collaborator) an das Breslauer Maria-Magdalenen-Gymnasium, wo unter dem damaligen Rektor Karl Gottlob Schönborn viele wissenschaftlich tätige Lehrer unterrichteten. Zu Mayhoffs Kollegen zählten Hugo Blümner, Gustav Dzialas, Gustav Eitner, Adolf Engler, Richard Foerster, Ferdinand Meister und Rudolf Peiper. Bereits 1869 verließ Mayhoff Breslau und ging als Oberlehrer an das Vitzthumsche Gymnasium zu Dresden, wo er 1872 den Professorentitel erhielt.
Bei den Wahlen zum 3. Deutschen Reichstag 1877 kandidierte Mayhoff für die Nationalliberale Partei. Im Reichstagswahlkreis Königreich Sachsen 5 erreichte er im ersten Wahlgang mit 4.375 Stimmen die Stichwahl. Dort unterlag er dann knapp, mit 9.925 zu 10.835 Stimmen, dem Mitbegründer der Sozialdemokratischen Arbeiterpartei in Deutschland August Bebel.
Am 20. September 1884 wurde er zum Rektor der Nikolaischule in Leipzig ernannt und trat dieses Amt am 25. Oktober 1884 an. Neben den Rektoratsgeschäften war er dort Ordinarius der Oberprima und unterrichtete Latein, Griechisch und Geschichte in der Unterprima. Am 26. April 1890 trat er aus gesundheitlichen Gründen in den Ruhestand und zog wieder nach Dresden, wo er am 3. August 1914 im Alter von 73 Jahren starb. Er wurde auf dem Trinitatisfriedhof beigesetzt.
Karl Mayhoff war ab dem 25. Juli 1886 mit Julie geb. Siebs (1853–1924) verheiratet. Ein Sohn des Ehepaars war der Ornithologe Hugo Mayhoff (1888–1917).
Mayhoffs Forschungsschwerpunkt war seit seinem Studium die Textkritik der Naturalis historia des älteren Plinius. Schon durch seine Dissertation (1865) machte er einen der damals führenden Forscher auf diesem Gebiet auf sich aufmerksam, den Philologen Ludwig von Jan, der sich in einer Rezension eingehend mit Mayhoffs Ergebnissen auseinandersetzte. Jan überarbeitete damals seine erstmals 1854–1865 erschienene Textausgabe der Naturalis historia für den Verlag B. G. Teubner; nach seinem Tod 1869 erhielt Mayhoff vom Verleger den Auftrag, die Überarbeitung aufgrund seiner eigenen Studien fortzusetzen. Mayhoff widmete dieser Aufgabe sein ganzes Leben und gab von den fünf Bänden mehrere Auflagen heraus. Auszüge seiner textkritischen Studien veröffentlichte er zwischendurch in Schulprogrammen und kleineren Aufsätzen. Jans und Mayhoffs Edition stellt bis heute die Grundlage der Beschäftigung mit der Naturgeschichte des Plinius dar.

## Schriften (Auswahl)
- Lucubrationum Plinianarum capita tria. Neustrelitz 1865 (Dissertation, Universität Breslau)
- De Rhiani Cretensis studiis Homericis. Dresden 1870
- Novae lucubrationes Plinianae. Leipzig 1874 (Schulprogramm)
- C. Plini Secundi Naturalis historiae libri XXXVII. Post Ludovici Iani obitum recognovit et scripturae discrepantia adiecta edidit Carolus Mayhoff. 6 Bände, Leipzig 1875–1906; Neudruck Stuttgart 1967.